# Grupo de Ejércitos Ucrania Sur
El Grupo de Ejércitos Ucrania Sur (en alemán: Heeresgruppe Südukraine) fue un grupo de ejércitos del Heer en el Frente Oriental durante la Segunda Guerra Mundial.
El Grupo de Ejércitos Ucrania Sur se creó el 5 de abril de 1944 con el cambio de nombre del Grupo de Ejércitos A. Este grupo de ejércitos entró en acción durante la segunda ofensiva Jassy-Kishinev y, después de sufrir muchas bajas, fue renombrado Grupo de Ejércitos Sur (Heeresgruppe Süd) a la medianoche del 23 de septiembre de 1944.

## Orden de batalla, junio de 1944
- 6.º Ejército - General der Artillerie Maximilian Fretter-Pico
- 8.º Ejército - General der Infanterie Otto Wohler
- 3.er Ejército rumano
- 4.º Ejército rumano

## Comandantes
| Retrato | Comandante                                          | Desde               | Hasta                    | Total   |
| ------- | --------------------------------------------------- | ------------------- | ------------------------ | ------- |
|         | Generalfeldmarschall Ferdinand Schörner (1892-1973) | 31 de marzo de 1944 | 25 de julio de 1944      | 86 días |
|         | Generaloberst Johannes Frießner (1892-1971)         | 25 de julio de 1944 | 23 de septiembre de 1944 | 90 días |